# 藪塚本町中央公民館
藪塚本町中央公民館（やぶづかほんまちちゅうおうこうみんかん）は、群馬県太田市大原町にあるコミュニティ施設。

## 施設

公民館前に建つ伏島近蔵の銅像

- 講堂
- 視聴覚室
- 和室
- 茶室
- 談話室
- 第1講座室
- 第2講座室
- 第3講座室
- 第1会議室
- 第2会議室
- 第3会議室
- 調理実習室
- 工作室
- 練習室

- 公民館前に建つ伏島近蔵の銅像

## 周辺施設
- 太田市役所藪塚本町庁舎
- 太田市藪塚本町文化ホール
- 太田市藪塚本町児童館
- 太田警察署藪塚本町交番
- 藪塚本町郵便局
- 太田市立藪塚本町小学校